# Gusau

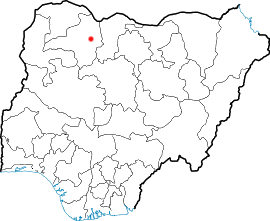
Gusaus läge i Nigeria.

Gusau är en stad i nordvästra Nigeria. Den är administrativ huvudort för delstaten Zamfara och har ungefär 200 000 invånare (2006). 